# Nelson Vargas
Nelson Vargas (Holyoke, 8 giugno 1974) è un allenatore di calcio ed ex calciatore statunitense, di ruolo attaccante, allenatore dei Miami FC.

## Carriera

### Club
Ha giocato nel campionato statunitense e anche in quello belga, nel quale fu calciatore dello Standard Liegi nonostante non scese mai in campo nelle sue 4 stagioni di militanza.

### Nazionale
Con la maglia della Nazionale ha partecipato alle Olimpiadi del 1996.